# Вилхелм XI (Монферат)
Вилхелм XI Палеолог (на италиански: Guglielmo IX Paleologo, * 10 август 1486, † 4 октомври 1518 в Трино) е маркграф на Монферат от 1494 г. до смъртта си.
Той е първородният син на маркграф Бонифаций III (1426–1494) и на съпругата му Мария Бранкович (1466–1495) и наследява баща си след неговата смърт през 1494 г.
Той продължава профренската политика на баща си. На 31 август 1508 г. Вилхелм се жени в църквата Сен-Совьор в Блоа за принцеса Анна д’Аленсон (1492–1562), дъщеря на Ренé Валоа (1454–1492), херцог на Аленсон, и на Маргарета от Лотарингия-Водемон (1463–1521).
След битката при Новара (1513) той прикрива оттеглянето на френската войска от Милано. Херцог Масимилиано Сфорца се връща отново на своята служба и урежда от Вилхелм плащането на 30 000 скуди, за да не бъде преследван. Договорите обаче не се спазват от Масимилиано, който нахлува с войската си в Монферат и ограбва множество градове. Заради информацията, че по това време неговият далечен роднина маркграф Одоне от маркграфство Инчиза, иска сам да се направи маркграф на Монферат, през 1514 г. Вилхелм окупира неговата резиденция Инчиза, анектира маркграфството и нарежда осъждането на Одоне и сина му Бадоне на смърт. Тогава императорът изисква от Вилхелм да се откаже от анексиона и да се подчини според съществуващото право. Вилхелм не се подчинява.
Той умира през 1518 г. и е наследен от сина му Бонифаций IV в началото под регентството на Анна от Аленсон.

## Деца
Децата на Вилхелм XI от брака му с Анна от Аленсон са:
- Мария Палеологина (1509–1530), ∞ 1517 в Казале за Федерико II Гонзага (1500–1540), херцог на Мантуа
- Маргарита Палеологина (1510–1566), ∞ 16 ноември 1531 за Федерико II Гонзага, вдовецът на нейната сестра
- Бонифаций IV Палеолог (1512–1530), маркграф на Монферат